# Niemysłów (gmina)
Niemysłów – dawna gmina wiejska istniejąca do 1937 roku w woj. łódzkim (II Rzeczpospolita). Nazwa gminy pochodzi od wsi Niemysłów, lecz siedzibą władz gminy był Pęczniew.
W okresie międzywojennym gmina Niemysłów należała do powiatu tureckiego w woj. łódzkim. Gminę zniesiono 1 października 1937 roku w związku z reformą gminną przeprowadzoną na terenie powiatu tureckiego w 1937 roku, polegającą na zniesieniu 16 gmin wiejskich, a w ich miejsce utworzeniu 7 nowych. Obszar zniesionej gminy Niemysłów wszedł w skład nowej gminy Pęczniew.